# Holoplatys semiplanata
Holoplatys semiplanata är en spindelart som beskrevs av Zabka 1991. Holoplatys semiplanata ingår i släktet Holoplatys och familjen hoppspindlar. Inga underarter finns listade i Catalogue of Life.